# Zeaxantină
Zeaxantină este unul dintre cei mai comuni alcooli carotenoizi găsiți în natură. Este important în ciclul xantofilei. Sintetizat de plante și unele micro-organisme, acesta este pigmentul care oferă culoarea caracteristică boielei, porumbului, șofranului, fructelor goji și multor altor plante și microbi.
Numele este derivat de la Zea mays (porumbul galben comun, în care zeaxantina oferă pigmentul primar galben) și xanthos, cuvântul grecesc pentru „galben” (vezi și xantofilă).
Xantofile precum zeaxantina se găsesc în cantitățile cele mai mari în frunzele celor mai multe plante verzi, unde acestea acționează pentru a modula energia luminoasă și posibil servesc ca agent non-fotochimic disipant prin reducerea clorofilei triple (o formă excitată de clorofilă), care este produsă în exces la intensitate luminoasă ridicată în timpul fotosintezei.
Animalele absorb zeaxantina din dieta vegetală. Zeaxantina este unul dintre cele doi carotenoizi xantofili primari conținuți de retina oculară. Suplimentele de zeaxantină sunt de obicei luate cu presupunerea că aceasta menține sănătatea ochilor. Deși nu s-au raportat efecte secundare de la consumul suplimentelor de zeaxantină, efectele actuale ale zeaxantinei și luteinei asupra stării de sănătate nu sunt dovedite și, începând cu 2018, nu există nici o aprobare reglementată în Uniunea Europeană sau Statele Unite ale Americii pentru oricemențiune de sănătate pentru produse care conțin zeaxantină.
Ca aditiv alimentar, zeaxantina este folosit drept colorant alimentar, cu număr E E161h.

## Izomeri și absorbție maculară
Luteina și zeaxantina au formule chimice identice și sunt izomeri, dar nu sunt stereoizomeri. Singura diferență dintre ele este în amplasamentul legăturii duble în unul dintre inelele terminale. Această diferență oferă luteinei trei centri chirali, în timp ce zeaxantina are doar doi. Datorită simetriei, stereoizomerii (3R,3'S) și (3S,3'R) ai zeaxantinei sunt identici. Prin urmare, zeaxantina are doar trei forme stereoizomerice. Stereoizomerul (3R,3'S) este numit mezo-zeaxantină.
Principala formă naturală a zeaxantinei este (3R,3'R)-zeaxantină. Macula conține în principal formele (3R,3'R)- și mezo-zeaxantină, dar și cantități mult mai mici din forma (3S,3'S). Există dovezi că o anumită proteină care se leagă de zeaxantină atrage zeaxantina și luteina din circulația sistemică pentru asimilarea în maculă.
Datorită valorii comerciale a caretenoizilor, biosinteza lor a fost studiată intens atât în produse naturale, cât și sisteme artificiale (heterologe), precum bacteria Escherichia coli și drojdia Saccharomyces cerevisiae. Biosinteza zeaxantinei începe din beta-caroten prin acțiunea unei singure proteine, numită beta-caroten hidroxilază, care este capabilă să adauge o grupare hidroxil (-OH) la atomii de carbon 3 și 3' ai moleculei de beta-caroten. Așadar, biosinteza zeaxantinei pornește de la beta-caroten spre zeaxantină (un produs di-hidroxilat) prin intermediul beta-criptoxantinei (intermediarul mono-hidroxilat). Deși identice din punct de vedere funcțional, există mai multe proteine beta-caroten hidroxilază distincte.
Datorită naturii zeaxantinei, astaxantina (un carotenoid cu valoare comercială semnificativă) a fost studiată intens în comparație cu proteinele beta-caroten hidroxilază.

## Relația cu bolile de ochi
Mai multe studii observaționale au furnizat dovezi preliminare pentru mărirea aportului de alimente care includ luteină și zeaxantină pentru a reduce incidența degenerescenței maculare legată de vârstă. Pentru că alimentele bogate în unul dintre acești carotenoizi tind să fie bogate și în celălalt, efectele nu au fost analizate separat unul de celălalt. Trei meta-analize ulterioare ale luteinei și zeaxantinei alimentare au ajuns la concluzia că acești carotenoizi reduc riscul de progresie în stadiul incipient al degenerării maculare. Un studiu Cochrane din 2017 care analizează concluziile a 19 alte studii din mai multe țări a concluzionat că suplimentele alimentare care conțin zeaxantină și luteină au prea puțină influență asupra evoluției degenerării maculare. În general, nu există încă dovezi suficiente pentru a evalua eficacitatea zeaxantinei sau luteinei alimentare sau suplimentare în tratamentul sau prevenirea timpurie a degenerării maculare.
Pentru cataractă, două meta-analize confirmă o corelație între concentrațiile serice de luteină și zeaxantină și o scădere a riscului de cataractă nucleară, dar nu corticală sau subcapsulară. Rapoartele nu au separat efectele zeaxantinei de ale luteinei. În studiul AREDS2, pacienții au fost persoane cu risc de progresie spre degenerare maculară avansată legată de vârstă. În general, consumul de luteină (10 mg) și zeaxantină (2 mg) nu a redus nevoia de operație de cataractă. Orice beneficiu este mult mai probabil să fie evident în subpopulații de persoane expuse la stres oxidativ puternic, precum fumători, alcoolici sau cei cu aport alimentar scăzut de alimente bogate în carotenoizi.
În 2005, Food and Drug Administration (FDA) din SUA a respins o aplicație de menționare a efectelor pozitive propusă de Xangold, invocând insuficiența dovezilor care susțin utilizarea suplimentelor de luteină și zeaxantină în prevenirea degenerării maculare. Companiile care produc suplimente alimentare din SUA au voie să vândă produse cu luteină și luteină plus zeaxantină folosind un limbaj pre-stabilit, precum „Ajută la menținerea sănătății ochilor”, atât timp cât pe etichetă este inclusă și declarația FDA că „Aceste declarații nu au fost evaluate...”. Recent, în Europa, în 2014, Autoritatea Europeană pentru Siguranță Alimentară a examinat și a respins afirmațiile cum că luteina sau luteina plus zeaxantină îmbunătățesc vederea.

## În natură
Zeaxantina este pigmentul care oferă culoarea specifică boielei de ardei, porumbului, șofranului, fructelor goji și multor altor plante. Spirulina este, de asemenea, o sursă bogată de această substanță și poate servi ca supliment alimentar. Zeaxantina se descompune pentru a forma picrocrocin și safranal, substanțe care sunt responsabile pentru gustul și aroma șofranului.
Alimentele care conțin cele mai mari cantități de luteină și zeaxantină sunt frunzele de legume de culoare verde închis, precum varza, spanacul, frunzele de nap, salata verde, măcrișul, mangoldul și muștarul.

## Siguranță
O doză zilnică acceptabilă de zeaxantină a fost propusă la valoarea de 0,75 mg/kg greutate corporală/zi, adică 53 mg/zi pentru un adult de 70 kg. La om, un aport de 20 mg/zi timp de până la șase luni nu a avut efecte adverse. Începând cu 2016, nici Food and Drug Administration din SUA, nici Autoritatea Europeană pentru Siguranța Alimentară din Uniunea Europeană nu au stabilit un nivel superior tolerabil de admisie pentru luteină sau zeaxantină.